# Mentaci Diuny
Mentaci Diuny – powieść fantastycznonaukowa osadzona w Uniwersum Diuny, napisana przez Briana Herberta i Kevina J. Andersona i wydana w 2014. Akcja książki toczy się kilka tysięcy lat przed wydarzeniami opisanymi przez Franka Herberta w oryginalnych Kronikach Diuny. Jest to druga książka z serii Wielkie Szkoły Diuny.
Akcja powieści rozpoczyna się kilkadziesiąt lat po bitwie pod Corrinem, w której ludzie ostatecznie zwyciężyli z myślącymi maszynami pod wodzą Omniusa. Jest to kontynuacja fabuły przedstawionej w powieści Zgromadzenie Żeńskie z Diuny.

## Fabuła
Anty-technologiczny ruch butlerian pod wodzą Manforda Torondo zyskuje coraz większe wpływy i władzę w imperium rządzonym przez Salvadora Corrino wspieranego przez brata Rodericka. Zwolennik rozwoju technologicznego Josef Venport namawia swoich kontrahentów do wyparcia się ideologii butlerian, gdyż działalność Torondo jest szkodliwa dla interesów korporacji Venporta. Gilbertus Albans coraz bardziej obawia się o losy założonej przez niego szkoły mentatów na Lampadasie (gdzie przechowuje w tajemnicy kulę żelową z pamięcią Erazma). Gdy odmawia złożenia przysięgi wierności, siły butlerian pojawiają się na planecie i zostaje odkryte jego prawdziwe pochodzenie oraz powiązania z Myślącymi Maszynami. Gilbertus Albans zostaje zdekapitowany przez mistrzynię miecza Anari Idaho, podczas gdy siostra imperatora Anna Corrino ucieka z planety ratując pamięć żelową Erazma.
Matka przełożona Raquella Berto-Anirul dzięki pomocy Josefa Venporta odnawia działalność swojego zgromadzenia żeńskiego na planecie Wallach IX. Valia Harkonnen będąca matką wielebną spodziewa się zostać następczynią sędziwej matki przełożonej. Raquella przed swoją śmiercią stara się połączyć zwaśnione frakcje zgromadzenia żeńskiego. Na Wallacha IX przybywa jej wnuczka Dorotea, która służyły na dworze imperatora i przewodniczy odłamowi sióstr wspierających ruch butlerian. Na łożu śmierci matka przełożona Berto-Anirul zdradza swoje życzenie: pragnie aby Valia i Dorotea wspólnie sprawowały władzę nad zgromadzeniem. Valia używając swojej nowo-odkrytej zdolności – Głosu – i sprawia, że Dorotea popełnia samobójstwo.
Vorian Atryda odczuwa wyrzuty sumienia po śmierci Gryfina Harkonnena, dlatego podróżuje na rodzinną planetę rodu Harkonnenów – Lankiveil.